# علم نفس الإدمان
أفادت التقارير أن واحدًا من كل سبعة أمريكيين تقريبًا يعاني من إدمان نشط على مادة معينة. ويمكن أن يُسبب الإدمان أضرار جسدية وعاطفية ونفسية للمتأثرين به.

## الخلفية

### تعريف
لطالما عرّف علماء النفس الإدمان بمعناه الأساسي بأنه فقدان السيطرة على النفس. حيث ينبع الإدمان من تأثير قوي ومُجزٍ يصعب التغلب عليه. وغالبًا ما يجد من يعانون من الإدمان أن رغبتهم في الإقلاع عنه تُواجه باستمرار برغبة عارمة في الاستسلام للإغراء. كما قد يؤدي هذا إلى "صراع داخلي" حاد حيث يتعارض الدافع لمواصلة السلوك الإدماني مع الرغبة في استعادة السيطرة على أفعالهم.
تُعرّف الجمعية الأمريكية لطب الإدمان (أسام) الإدمان بأنه "مرض مزمن قابل للعلاج ينطوي على تفاعلات معقدة بين دوائر الدماغ والجينات والبيئة وتجارب حياة الفرد. يتعاطى المدمنون موادًا أو يمارسون سلوكيات تصبح قهرية وغالبًا ما تستمر رغم عواقبها الضارة."

### النماذج الشائعة
في مجالي علم النفس والطب يُستخدم نموذجان شائعان لفهم الجانب النفسي الكامن وراء الإدمان. ويُشار إلى أحد هذين النموذجين باسم نموذج مرض الإدمان. كما يُصنّف هذا النموذج الإدمان كمرض قابل للتشخيص تمامًا مثل السرطان أو داء السكري. ويُرجع الإدمان إلى خلل كيميائي في دماغ الفرد مرتبط بعوامل وراثية أو بيئية.
النموذج الآخر هو نموذج الاختيار للإدمان والذي يزعم أن الإدمان هو نتيجة لأفعال طوعية وليس خللًا في الدماغ. وبناء على هذا النموذج يُنظر إلى الإدمان على أنه اختيار ويدرس نتيجة لمكونات الدماغ مثل المكافأة والتوتر والذاكرة. وقد تكون إدمانات المواد مرتبطة بالمخدرات والكحول والتدخين كما ترتبط إدمانات العمليات بالسلوك غير المرتبط بالمواد مثل المقامرة وإنفاق الأموال والنشاط الجنسي والألعاب وقضاء الوقت على الإنترنت وتناول الطعام.

## التاريخ
يعود تاريخ كلمة إدمان إلى القرن السابع عشر. ويُقال إن تعاطي المواد المُسببة للإدمان مثل الكحول والأفيونيات والكوكايين يعود إلى سوريا القديمة والصين وأمريكا الجنوبية. وقد أُطلق على بعض مُدمني المخدرات اسم "آكلي الأفيون والمورفين" بينما أُطلق مصطلح " السكير" على مُدمني الكحول. وعلى وجه الخصوص صنفت الكتب الطبية هذه "العادات السيئة" على أنها هوس الشرب أو إدمان الكحول.
مع ذلك لم تُنشر تشخيصات الإدمان في الأدبيات الطبية إلا في القرن التاسع عشر. ففي ثمانينيات القرن التاسع عشر بدأ سيغموند فرويد وويليام هالستيد بإجراء تجارب على متعاطي الكوكايين. وكان فرويد مقتنعًا بأن الكوكايين قد يكون حلاً للعديد من المشاكل النفسية والجسدية. حيث نشر بحثًا بعنوان "عن الكوكا" يتناول فوائده.
بسبب جهله بخصائصه الإدمانية القوية بدأ فرويد يوصي به كوسيلة للتغلب على إدمان المورفين. وبمرور الوقت أصبح فرويد وهالستيد -دون قصد- حقل تجارب في أبحاثهما الخاصة. ونتيجةً لذلك غيّرت مساهماتهما في علم النفس والطب العالم. كما أيّد فرويد الكوكايين واستخداماته علنًا وافترض إمكانية استخدامه كمخدر. فخضعت هذه الفكرة للاختبار لاحقًا وتبيّن صحتها. ومع ذلك تبيّن زيف معظم ادعاءاته الأخرى حول الكوكايين وأضرّ دفاعه عنه بشدة بمسيرته المهنية.
سيطر الكوكايين على حياة فرويد أثناء عمله في مستشفى فيينا العام بالنمسا ووجد أن المخدر خفف من صداعه النصفي. لكن مع انخفاض تأثير الكوكايين زادت كمية الكوكايين التي يستهلكها فرويد. ومع ورود معلومات عن خصائص الكوكايين المسكنة للألم بدأ الأطباء يصفونه لمرضاهم الذين يحتاجون إلى مسكنات.
دون علمه بتجارب فرويد وهالستيد على الكوكايين أجرى الطبيب الأمريكي دبليو إتش بنتلي تجارب مماثلة. ونشرت مجلة "إندكس ميديكوس" مقالته التي وصف فيها نجاحه في علاج مرضى الكوكايين المدمنين على الأفيون والكحول. وفي أواخر القرن التاسع عشر انتشر استخدام الكوكايين كمخدر ترفيهي كالوباء العالمي. ولم يمضِ وقت طويل حتى أُدرك أن الكوكايين أكثر تسبيباً للإدمان مما كان يُعتقد سابقًا وأن عدد الوفيات الناجمة عن الجرعات الزائدة منه قد ارتفع.
مع استمرار انتشار الكوكايين بدأ الأطباء البحث عن طرق لعلاج إدمان الأفيون والكوكايين والكحول. وناقش الأطباء وجود مصطلح "الشخصية الإدمانية" لكنهم اعتقدوا أن الصفات التي امتلكها فرويد (المخاطرة الجريئة والندوب العاطفية والاضطراب النفسي) هي من بين تلك التي عززت "الشخصية الإدمانية".

### المساهمين المهمين

#### سيغموند فرويد
كان للطبيب سيغموند فرويد المولود في 6 مايو 1856 في فرايبرغ الإمبراطورية النمساوية (والتي تُعرف الآن باسم بريبور في جمهورية التشيك) دورٌ محوري في مجال علم النفس. حيث يُعد تفسير الأحلام والتحليل النفسي المعروف أيضًا باسم العلاج بالكلام من أبرز مساهماته. ويُستخدم التحليل النفسي لعلاج العديد من الحالات بما في ذلك الإدمان.
باعتباره أحد أكثر المفكرين تأثيرًا في القرن العشرين فقد غيّر الطريقة التي نتصور بها أنفسنا ونتواصل بها بشأن تصوراتنا، حيث عُمم عدد من نظرياته ودخلت المصطلحات التي ابتكرها في اللغة العامية.
تُعتبر النظريات التي وضعها فرويد حول الصحة النفسية وتطور الشخصية والمرض مثيرة للجدل إلى حد كبير. ووفقًا لفرويد يتمتع الإنسان بثلاثة مستويات من الوعي: الواعي وما قبل الواعي واللاواعي. حيث يشير المستوى الواعي إلى ما نُقدّره تمامًا، ويشير ما قبل الواعي إلى ما يمكن أن يدركه الناس إذا أصبحوا أكثر انتباهًا، ويشمل المستوى اللاواعي الحقائق التي لا يمكن للبشر إدراكها. كما يهدف العلاج إلى تحويل اللاوعي إلى وعي.

#### ويليام هالستيد
وُلِد ويليام هالستيد في 23 سبتمبر 1852 في مدينة نيويورك وحصل على شهادته في الطب عام 1877. فطوال مسيرته الطبية كجراح ساهم في ابتكار تقنيات جراحية أدت في نهاية المطاف إلى تحسين حالة المرضى بعد الجراحة. وخلال مسيرته المهنية أجرى هو وفرويد تجارب على عقار الكوكايين. وبينما كانا يجريان أبحاثهما أصبحا حقل تجارب لتجاربهما الخاصة عندما أصبحا مدمنين على الكوكايين.
في عام 1884 أصبح أول من وصف كيف يمكن استخدام الكوكايين كمخدر موضعي عند حقنه في جذع العصب الحسي وكيف أدى نقص التروية الموضعي إلى إطالة خصائص التخدير للمخدر.

#### ج. آلان مارلات
كان ج. آلان مارلات رائدًا في مجال علم نفس الإدمان. حيث وُلد في فانكوفر كولومبيا البريطانية عام 1941، وقضى مسيرته المهنية كعالم نفسي متخصص في الإدمان وباحث ومدير لمركز أبحاث السلوك الإدماني بجامعة واشنطن وأستاذ في قسم علم النفس.
تبنى مارلات نظرية الحد من الضرر وطوّر طرقًا مُختبرة علميًا لمنع انزلاق المدمن إلى الإدمان من أن يصبح انتكاسة. كما أدرك مارلات أن توقع الامتناع الفوري والكامل من المدمنين غالبًا ما يثنيهم عن طلب المساعدة التي يحتاجونها ويستحقونها.

#### أ. توماس ماكليلان
وُلد أ. توماس ماكليلان عام 1949 في جزيرة ستاتن بنيويورك. وهو أستاذ في كلية الطب بجامعة بنسلفانيا بمركز دراسات الإدمان. حيث يشغل ماكليلان أو كان عضوًا في هيئات تحرير المجلات الطبية والعلمية منصب مراجع ومستشار لمنظمات حكومية وغير ربحية منها: المختبر الوطني للممارسة التابع للجمعية الأمريكية للطب النفسي ومنظمة الصحة العالمية. وهو المؤسس المشارك والرئيس التنفيذي لمعهد أبحاث العلاج في فيلادلفيا ببنسلفانيا.
أجرى ماكليلان عقودًا من الأبحاث حول فعالية علاج مرضى إدمان المخدرات وهو معروف على الصعيدين الوطني والدولي كطبيب نفسي متخصص في الإدمان. كما يُعرف بتطويره مؤشر شدة الإدمان (إيه أس آي) ويشغل منصب رئيس تحرير مجلة علاج إدمان المخدرات ونائب مسؤول السياسة الوطنية لمكافحة المخدرات والبحث والتقييم.

#### أرنولد م. واشنطن
تخصص أرنولد واشنطن في الإدمان منذ عام 1975 وهو أخصائي نفسي متخصص في الإدمان معروف بعمله في تطوير مناهج علاجية لإدمان المخدرات والكحول. كما ألّف العديد من الكتب والمقالات المنشورة في مجلات علمية متخصصة في العلاج والإدمان. وهو محاضر وطبيب سريري وباحث وعضو في اللجنة الاستشارية لإدارة الغذاء والدواء الأمريكية. إن واشنطن هو المؤسس والمدير التنفيذي لـ"خيارات التعافي" وهي عيادة خاصة لعلاج الإدمان تقع في مدينة نيويورك وبرينستون بنيوجيرسي.

#### وليام ل. وايت
ويليام إل. وايت مستشار أبحاث أول في أنظمة تشيستنت الصحية ومستشار إدمان وباحث وكاتب في مجال الإدمان لأكثر من 45 عامًا. حيث كتب أكثر من 400 ورقة بحثية و18 كتابًا. كما حاز على جوائز من الجمعية الوطنية لمقدمي علاج الإدمان (أن إيه إيه تي بيه) والمجلس الوطني لإدمان الكحول والمخدرات (أن إيه إيه دي إيه سي) وجمعية متخصصي الإدمان والجمعية الأمريكية لطب الإدمان (إيه أس إيه أم).

## المدمن
الإدمان اضطراب نفسي متفاقم تُعرّفه الجمعية الأمريكية لطب الإدمان بأنه "مرض مزمن أولي يصيب وظائف الدماغ كالمكافأة والتحفيز والذاكرة والدوائر ذات الصلة". كما يتميز بعدم القدرة على التحكم في السلوك ويُسبب استجابة عاطفية مختلة ويؤثر على قدرة الشخص على الامتناع عن المادة أو السلوك باستمرار. وتُعرّف مجلة "سايكولوجي توداي" الإدمان بأنه "حالة تحدث عندما يستهلك الشخص مادة مثل النيكوتين أو الكوكايين أو الكحول أو يمارس نشاطًا مثل المقامرة أو التسوق/الإنفاق".
تعمل العديد من وظائف الدماغ على منع السلوكيات الإدمانية. وتشمل هذه العوائق القلق بشأن تجربة عقار أو سلوك أو التوتر من احتمالية القبض عليك وما إلى ذلك. ولا يؤدي كل استخدام للمواد أو السلوكيات الإدمانية إلى الإدمان. ومع ذلك قد يختار غير المدمن الانخراط في سلوك أو تناول مادة بسبب المتعة التي يتلقاها. كما يمكن أن يصبح غير المدمن مدمنًا نتيجة للتكرار عندما يصبح السلوك الإدماني فعلًا قهريًا. ويحدث التحول من غير المدمن إلى المدمن إلى حد كبير من آثار تعاطي المواد لفترات طويلة ونتيجة للأنشطة السلوكية على وظائف الدماغ. ويؤثر الإدمان على دوائر الدماغ الخاصة بالمكافأة والدافع والتعلم والذاكرة والتحكم المثبط في السلوك.
توجد مدارس فكرية مختلفة فيما يتعلق بمصطلحي الاعتماد والإدمان عند الإشارة إلى المخدرات والسلوكيات. وأحد المعتقدات السائدة هو أن "الاعتماد على المخدرات" يساوي "الإدمان". أما المعتقد الثاني فهو أن المصطلحين لا يتساويان. ووفقًا للدليل التشخيصي والإحصائي للاضطرابات النفسية تشمل المعايير السريرية لـ"الاعتماد على المخدرات" (أو ما نسميه الإدمان) التعاطي القهري للمخدرات مع عواقبه الضارة وعدم القدرة على التوقف عن تعاطيها وعدم الوفاء بالتزامات العمل أو الحياة الاجتماعية أو العائلية وأحيانًا (حسب نوع المخدر) التحمل والانسحاب.
يعكس الأخير الاعتماد الجسدي حيث يتكيف الجسم مع الدواء ويتطلب المزيد منه لتحقيق تأثير معين (التحمل) ويثير أعراضًا جسدية أو عقلية خاصة بالدواء إذا توقف تعاطيه فجأة (الانسحاب). كما يمكن أن يحدث الاعتماد الجسدي مع الاستخدام المزمن للعديد من الأدوية - بما في ذلك الاستخدام المناسب والموجه طبيًا. وعلى هذا فإن الاعتماد الجسدي في حد ذاته لا يشكل إدمانًا ولكنه غالبًا ما يصاحب الإدمان. وقد يكون من الصعب تمييز هذا التمييز وخاصة مع مسكنات الألم الموصوفة حيث يمكن أن تمثل الحاجة إلى زيادة الجرعات تحملًا أو مشكلة أساسية متفاقمة على عكس بداية الإساءة أو الإدمان.
إن بعض خصائص الإدمان بغض النظر عن نوعه تشترك في سمات مشتركة. حيث يُوفر السلوك وسيلة سريعة وفعالة لتغيير مزاج الشخص وأفكاره وأحاسيسه والتي تحدث نتيجةً لوظائف الأعضاء والتوقعات المكتسبة. أما العوامل المُسرّعة المباشرة للانتكاس وتوقيت الانتكاس ومعدل الانتكاس بعد العلاج فهي عوامل عالية. ويُعدّ منع الانتكاس في جميع أنواع الإدمان أمرًا صعبًا. ففي اقتباس منسوب إلى مارك توين: "الإقلاع عن التدخين سهل - لقد فعلت ذلك مئات المرات".

## الجمعية الأمريكية لعلم النفس
الجمعية الأمريكية لعلم النفس (إيه بيه إيه) هي منظمة نفسية مهنية وهي أكبر جمعية لعلماء النفس في الولايات المتحدة. حيث يدعم الجمعية أكثر من 100,000 باحث ومعلم وطبيب سريري وطالب من خلال عضويتهم. إن رسالتها "هي تعزيز بناء المعرفة النفسية ونقلها وتطبيقها بما يعود بالنفع على المجتمع ويحسّن حياة الناس."
تدعم الجمعية الأمريكية لعلم النفس (إيه بيه إيه) 54 قسمًا اثنان منها متخصصان في الإدمان. والقسم 50 -جمعية علم نفس الإدمان- يُعزز التقدم في الأبحاث والتدريب المهني والممارسات السريرية في مجال السلوكيات الإدمانية. وتشمل السلوكيات الإدمانية الاستخدام المُفرط للكحول والنيكوتين والمخدرات الأخرى بالإضافة إلى اضطرابات تتعلق بالمقامرة والأكل والإنفاق والسلوك الجنسي. أما القسم 28 -علم الأدوية النفسية وإساءة استخدام المواد- فيُعزز التدريس والبحث ونشر المعلومات المتعلقة بآثار المخدرات على السلوك.
كانت كلية علم النفس المهني (سي بيه بيه) التابعة لمنظمة الممارسة التابعة للجمعية الأمريكية لعلم النفس تُقدم سابقًا شهادة لعلماء النفس الذين أثبتوا كفاءتهم في العلاج النفسي لاضطرابات الكحول والمواد الأخرى المرتبطة به. وتحتفظ كلية علم النفس المهني بشهادة الكفاءة لمن حصلوا عليها قبل عام 2011. وسيعيدون العمل بشهادة جمعية علم نفس الإدمان بينما تدرس الجمعية سبلًا أخرى لاعتماد المتخصصين في علاج الإدمان.

## الإدمان كمرض
يمكن للإدمان أن يعبر عن نفسه بطرق عديدة ومختلفة ويبدو مختلفًا لدى كل شخص متأثر به. فعلى مدار سنوات عديدة حاول الباحثون والعلماء تحديد سبب الإدمان بدقة. وقد أدى ذلك إلى ظهور العديد من النظريات والتفسيرات المختلفة لأسباب إدمان الأفراد بصفة مستمرة على المخدرات أو الكحول أو غيرها من المواد الإدمانية. ومن بين هذه النظريات نموذج المرض ونموذج الاختيار والعوامل الوراثية وتأثير المكافأة وعوامل بيئية أخرى. وفيما يلي مناقشات لكل من هذه النظريات وحدودها.

### نموذج المرض في الإدمان
وفقًا لنموذج المرض الجديد فإن الإدمان -ليس مرضًا بالمعنى التقليدي- هو مرض اختياري. أي أنه اضطراب في أجزاء الدماغ المسؤولة عن اتخاذ القرارات السليمة. وعندما يُدمن المرء على الكوكايين تُصبح النواة المتكئة البطنية في الدماغ هي العضو المسؤول عن ذلك. ويكمن الخلل في تنظيم المتعة الناتج عن التوتر.
إن فهم تأثير الجينات والمكافأة والذاكرة والتوتر والاختيار على الفرد سيبدأ في تفسير نموذج مرض الإدمان.

### وراثي
أثبتت الدراسات أن الاختلافات الجينية في بيولوجيا الأعصاب لدينا يمكن أن تغير قابلية الفرد للإصابة بالإدمان. وأظهرت التقديرات أن حوالي 40٪ -60٪ من قابلية الفرد للإصابة بالإدمان على المخدرات والنيكوتين والكحول مخصصة للمتغيرات الجينية. كما يحدد التركيب الجيني للفرد كيفية استجابته للكحول. إن ما يجعل الفرد أكثر عرضة للإدمان هو تركيبه الجيني. فعلى سبيل المثال هناك اختلافات جينية في كيفية استجابة الناس لحقن ميثيلفينيديت (ريتالين).

### المكافأة
من أقدم نظريات الإدمان نظرية تأثير المكافأة. حيث تفترض هذه النظرية أن الفرد يستهلك مادة تُثير لديه شعورًا بالمتعة. ويستمر في استخدامها لإعادة إنتاج نفس الشعور ليصبح في النهاية مدمنًا على الإحساس الذي يتلقاه منها. وقد استُخدمت فكرة التعزيز الإيجابي لتفسير تزايد اعتماد الأفراد على مادة معينة. لكن من عيوب هذه النظرية أن معظم المخدرات المُسببة للإدمان تُسبب لدى الفرد تحملًا لها وأن آثارها تتناقص مع زيادة تحمله لها. وهذا يتطلب من الأفراد استخدام جرعة أعلى من المادة مما قد يُسبب في العديد من الحالات آثارًا جانبية ضارة. يرتبط الدوبامين بزيادة المتعة. ولذلك يلعب دور هام في تعزيز التجارب إذ يُخبر الدماغ أن تأثير المخدر أفضل من المتوقع. وعندما يستخدم الفرد مخدرًا قد تحدث زيادة في الدوبامين في الدماغ المتوسط مما قد يؤدي إلى تغيير "عتبة" المتعة لديه (انظر العددين 1 و2).

### الذاكرة
الغلوتامات -المادة الكيميائية العصبية- هي المادة الأكثر وفرةً في الدماغ، وهي أساسية في ترسيخ الذاكرة. فعندما يكتشف المدمن سلوكًا إدمانيًا يلعب الغلوتامات دورًا في خلق إشارات تعاطي المخدرات. إنها المادة الكيميائية العصبية الدافعة التي تبدأ البحث عن المخدرات وعلى هذا تُسبب الإدمان.

### الضغط
عند التعرض للتوتر يعجز الدماغ عن تحقيق التوازن الداخلي. ونتيجةً لذلك يعود الدماغ إلى حالة التوازن الداخلي مما يُغيّر بدوره قدرة الدماغ على معالجة المتعة والتي تُختبر عند "نقطة الضبط" اللذية (انظر الرقم الأول). وعلى هذا قد تفقد الملذات السابقة متعتها. يُعرف هذا أيضًا باسم "انعدام اللذة" أو "صمم اللذة". فعند التعرض للتوتر قد يُعاني المدمن من رغبة شديدة -تجربة عاطفية- ووسواسية شديدة.

### الخيار
قد يُصاب المدمن بتلف في القشرة الجبهية الحجاجية (أو أف سي) والقشرة الحزامية الأمامية (إيه سي سي) والقشرة الجبهية الأمامية (بيه أف سي). حيث يُسبب هذا التلف ميلًا لاختيار المكافآت الصغيرة والفورية بدلًا من المكافآت الأكبر ولكن المتأخرة وضعفًا في الاستجابة الاجتماعية نتيجةً لانخفاض الوعي بالإشارات الاجتماعية وفشلًا في الوظائف التنفيذية كالحساسية للعواقب.

## الممارسين المرخصين
تُتيح العديد من الدرجات العلمية مجالًا لعلاج الإدمان. كما ستتشابه الخلفية التعليمية لكل متخصص ولكن قد تختلف الفلسفة ووجهة النظر التي تُقدم عن طريقها المادة. كما يختلف مقدار التعليم المطلوب قبل الحصول على الشهادة أو الدرجة العلمية. ويشمل ذلك بعض مجالات الدراسة الأكثر شيوعًا.
- طبيب نفسي
- طبيب نفساني
- مستشار معتمد في مجال الإدمان الكيميائي
- عامل اجتماعي سريري مرخص
- عامل اجتماعي مرخص
- مستشار مهني مرخص
- مساعد محترف

## الشهادات المعترف بها
توجد العديد من الشهادات المعترف بها في مجال علم نفس الإدمان ولكل منها متطلباتها الخاصة.
- شهادة مرشح لمنصب مستشار في مجال الكحول والمخدرات.[42]
- مستشار معتمد في علاج إدمان الكحول والمخدرات.[42]
- مستشار معتمد في علاج الإدمان الكيميائي.[42]
- مستشار إساءة استخدام المواد/مستشار إدمان معتمد.[42]
- المحترف المعتمد في علاج الإدمان.[42]
- مستشارو علاج الإدمان المعتمدون.[42]
- الشهادات المجمعة مع الدرجات الأخرى.[43]

## العلاج
لكلٍّ من إدمان العمليات والإدمان السلوكي أبعادٌ متعددة تُسبب اضطرابًا في جوانب عديدة من حياة المدمنين. إن برامج العلاج ليست نموذجًا واحدًا يناسب الجميع لذا تختلف أساليب أو مستويات الرعاية. كما تتضمن برامج العلاج الفعّالة العديد من العناصر لمعالجة كل بُعد. يعاني المدمن من الاعتماد النفسي وقد يعاني البعض من الاعتماد الجسدي.
إن مساعدة الفرد على الإقلاع عن تعاطي المخدرات لا تكفي. بل يجب أن يساعد علاج الإدمان الفرد أيضًا على الحفاظ على نمط حياة خالٍ من المخدرات وتحقيق أداء وظيفي منتج في الأسرة والعمل والمجتمع. إن الإدمان مرض يُغير بنية الدماغ ووظائفه. وقد تستغرق دوائر الدماغ شهورًا أو سنوات للتعافي بعد تعافي المدمن.
يمكن أن تكون إدارة الطوارئ علاجًا يستخدم لعلاج الإدمان النفسي والذي يهدف إلى تغيير السلوك عن طريق دمج التعزيزات الإيجابية والسلبية. فبعض التعزيزات الشائعة المستخدمة في إدارة الطوارئ هي القسائم والقائمة على الجوائز وجرعات الميثادون التي يمكن أخذها إلى المنزل وتغيير كمية الجرعة والنقود. فبناءً على مبادئ التكييف الإجرائي تتضمن علاجات إدارة الطوارئ مراقبة يومية أو متكررة مثل: الفرد المدمن على المخدرات الذي يقدم عينة بول خالية من المخدرات ثم يتلقى الحافز بعد إظهار دليل على الامتناع عن المخدرات. لذلك في إطار التكييف الإجرائي فإن الاستمرار في تلقي المكافأة يزيد من الامتناع عن المخدرات.
على سبيل المثال في إطار إدارة الطوارئ القائمة على الجوائز يحصل المدمنون على فرص سحب من وعاء جوائز في كل مرة يقدمون فيها عينة مخدرات سلبية، مما يعني أنه كلما زادت العينات السلبية زادت الجوائز التي يمكن للشخص ربحها. وقد يحتوي وعاء الجوائز على مكافآت مع قصاصات ورقية كُتب عليها "أحسنت" كثناء أو "صغير = دولار واحد" أو "كبير = 20 دولار" أو "جامبو = 100 دولار". وقد ثبت أن إدارة الطوارئ تساعد الأفراد الذين يعانون من الإدمان على الوصول إلى مرحلة الامتناع عن مجموعة واسعة من المخدرات المسببة للإدمان (مثل الكحول والمواد الأفيونية والكوكايين والنيكوتين).
قد يُفسر هذا سبب تعرض مُدمني المخدرات لخطر الانتكاس حتى بعد فترات طويلة من الامتناع ومع العواقب الوخيمة المحتملة. حيث تُظهر الأبحاث أن معظم المُدمنين يحتاجون إلى ثلاثة أشهر على الأقل من العلاج لتقليل تعاطيهم للمخدرات أو إيقافه تمامًا، إلا أن العلاج الذي يتجاوز الثلاثة أشهر يُحقق معدل نجاح أعلى. إن التعافي من الإدمان عملية طويلة الأمد.

### المواد المخدرة: علاج محتمل لبعض إدمانات المخدرات
في السنوات الأخيرة اختبر الباحثون المواد المخدرة كعلاج محتمل للإدمان وتحديدًا المواد المخدرة السيروتونينية. إن العلاج بالمخدرات هو مصطلح شامل لاستخدام المواد المخدرة لعلاج مجموعة واسعة من اضطرابات الصحة العقلية والإدمان. كما يعمل هذا النوع من المواد المخدرة على تعديل مستقبلات السيروتونين وقد يشمل حتى مستقبلات سيجما-1. ومن أمثلة المواد المخدرة التي تؤثر على مستقبلات السيروتونين الأياهواسكا (دي أم تي) وأل سي دي والميسكالين والسيلوسيبين. ويجري حاليًا البحث في هذه المواد -من بين مواد مخدرة أخرى- لإمكاناتها في علاج إدمان المخدرات واضطرابات تعاطي المخدرات. مع أن تأثير هذه المواد المخدرة غير مفهوم بالكامل بعد إلا أن بعض المتخصصين يفترضون أن منشط 5-HT 2A"قد يؤدي إلى إطلاق الغلوتامات مما يؤدي إلى تنشيط مستقبل الغلوتامات الجبهي القشري." ويرتبط هذا المنشط أيضًا بالتأثير المخدر.
في الدراسات المبكرة التي استكشفت آثار عقار إل إس دي على اضطرابات تعاطي الكحول أظهرت النتائج أنه قد يكون هناك تأثير مفيد في علاج الإدمان المرتبط بالكحول. وقد أظهرت الأبحاث الأحدث أن الفئران التي أعطيت آياهواسكا منعوها من الاعتماد على الكحول بسبب العلاج. كما أظهرت دراسة أخرى انخفاضًا كبيرًا لمدمني الكحول في استخدام الكحول عندما عولجوا بالسيلوسيبين. وفي دراسة مماثلة أفاد 80٪ من المشاركين المدمنين على التبغ الذين أعطوا السيلوسيبين بالامتناع عن التبغ بعد ستة أشهر فقط. ومع أن هذه النتائج الواعدة تشير إلى أن بعض المواد المخدرة قد يكون لها خصائص مضادة للإدمان إلا أن هناك حاجة واضحة إلى مزيد من البحث، خاصة وأن ليس كل شخص يستجيب لتأثيراتها.

## طرق الرعاية
يُحدد الطبيب المعالج بالتعاون مع المريض طريقة أو مستوى الرعاية اللازمة للمريض كلما أمكن. وكما هو متوقع من المرجح أن يُحرز المريض الذي يتلقى العلاج تقدمًا وقد يعاني من فترات نقاهة وعلى هذامن المرجح أن يتذبذب مستوى الرعاية تبعًا لذلك. ويُشرح أدناه الطرق الشائعة للعلاج.
لمن يبحث عن المساعدة ينبغي أن تكون وجهته الأولى مركز إعادة تأهيل. وسيساعده فريق من مستشاري الإدمان الكيميائيين المرخصين (أل سي دي سي) في تحديد السبب الجذري لإدمانه. بعد ذلك سيوجهونه إلى المسار الأنسب لتعافيه.

### إزالة السموم والانسحاب المُدار طبيًا
تُعرف عملية تخلص الجسم من المخدرات باسم إزالة السموم وعادةً ما تتزامن مع الآثار الجانبية للانسحاب، والتي تختلف باختلاف المادة (المواد) وغالبًا ما تكون مزعجة بل ومميتة. فقد يصف الأطباء دواءً يُساعد في تخفيف أعراض الانسحاب أثناء تلقي المدمن الرعاية في المستشفى أو العيادات الخارجية. وتُعتبر إزالة السموم عمومًا مرحلةً تمهيديةً أو أولى للعلاج لأنها مصممةٌ لإدارة الآثار الفسيولوجية الحادة والخطيرة المحتملة للتوقف عن تعاطي المخدرات. هذا هو الجزء الأصعب في التخلص من الإدمان.

### إقامة طويلة الأمد
العلاج مُنظَّم ويُقدَّم على مدار الساعة. ويستمرُّ المُقيمون في العلاج عادةً لمدة تتراوح بين 6 و12 شهر مع تطوير مهارات المساءلة والمسؤولية والتواصل الاجتماعي. حيث صُمِّمت الأنشطة لمساعدة المدمنين على التعافي من أنماط السلوك الهدَّامة مع تبني أنماط سلوكية إيجابية. كما تُركِّز البرامج على أساليب بناءة للتفاعل مع الآخرين وتحسين تقدير الذات. ويُعدُّ نموذج المجتمع العلاجي مثالًا على أحد أساليب العلاج. إذ تُقدِّم العديد من المجتمعات العلاجية نهجًا أكثر شمولًا يشمل التدريب على العمل وخدمات الدعم الأخرى.

### إقامة قصير الأجل
تتراوح مدة برامج الإقامة قصيرة الأمد في المتوسط بين 3 و6 أسابيع في بيئة سكنية. البرنامج مكثف يليه علاج خارجي ممتد يشمل العلاج الفردي و/أو الجماعي وبرامج التعافي من الإدمان من 12 خطوة أو أشكالًا أخرى من الدعم. ونظرًا لقصر مدة هذه الطريقة العلاجية من المهم جدًا أن يظل الأفراد نشيطين في برامج العلاج الخارجي للمساعدة في تقليل خطر الانتكاس بعد العلاج السكني.

### برامج العلاج للمرضى الخارجيين
تختلف برامج العلاج للمرضى الخارجيين فيما يتعلق بالخدمات المقدمة وكثافتها. فهي أكثر تكلفة وقد تكون أكثر ملاءمة للمرضى الذين يعملون بدوام كامل و/أو الذين حصلوا على العديد من أشكال الدعم الاجتماعي. كما قد تشمل برامج المرضى الخارجيين العلاج الجماعي و/أو الفردي وبرامج المرضى الخارجيين المكثفة والاستشفاء الجزئي. كما صممت بعض برامج المرضى الخارجيين لعلاج المرضى الذين يعانون من مشاكل طبية أو مشاكل صحية عقلية أخرى بالإضافة إلى اضطراباتهم المتعلقة بالمخدرات. ويبدأ أي نوع من تعاطي المخدرات في النهاية في التأثير على أجزاء متعددة من الدماغ مما يؤدي إلى العديد من مشاكل الصحة العقلية: جنون العظمة والاكتئاب والقلق والعدوانية والهلوسة وما إلى ذلك. وتقدم هذه البرامج علاجات ورعاية مماثلة لمرافق المرضى الداخليين. إن الفرق هو أنه مع هذا النوع من البرامج لا يزال يُسمح للمرضى بالعيش في المنزل أثناء عملية تعافيهم. وأثناء العمل و/أو رعاية أسرهم يجب عليهم حضور جلسات العلاج المجدولة بناء على البرنامج طوال الأسبوع. ويوجد جانب سلبي لهذا النوع من البرامج وهو زيادة خطر الانتكاس. فبخلاف مرافق المرضى الداخليين التي تخلو من مشتتات الحياة اليومية قد يواجه هؤلاء المرضى صعوبة في مواجهة محفزات قد تؤثر على رصانتهم. لذلك تُنصح برامج العيادات الخارجية للمرضى الذين يعانون من مرحلة إدمان خفيفة ولديهم العقلية المناسبة للرغبة في التعافي.

### مراكز إعادة التأهيل للمرضى الداخليين
مراكز إعادة التأهيل للمرضى الداخليين هي مرافق خالية من المواد المخدرة حيث يقيم المرضى خلال فترة تعافيهم بعيدًا عن مشتتات الحياة اليومية. ويُطلب من المرضى تسجيل أنفسهم للتغلب على إدمانهم. صُممت هذه المرافق للتركيز على جميع جوانب إدمان كل مريض. فهنا سيتلقون رعاية طبية على مدار الساعة طوال أيام الأسبوع بالإضافة إلى الدعم العاطفي من علماء النفس والمستشارين والأطباء النفسيين. إن الخطوة الأولى في العلاج هي إزالة السموم بمساعدة طبية حيث تُراقب العلامات الحيوية للمريض أثناء خروج المخدرات من الجسم. ويمكن إعطاء المريض الأدوية اللازمة لتقليل الرغبة الشديدة في تعاطي المخدرات وأعراض الانسحاب. عادةً تستمر هذه البرامج من 28 يومًا إلى 6 أشهر.

### الاستشارة الدوائية الفردية
لا تقتصر الاستشارة الفردية للمخدرات على الحد من تعاطي المخدرات أو الكحول غير المشروع أو إيقافه فحسب بل تتناول أيضًا جوانب ضعف الأداء الوظيفي مثل الوضع الوظيفي والنشاط الغير قانوني والعلاقات الأسرية/الاجتماعية بالإضافة إلى محتوى وهيكل برنامج التعافي الخاص بالمريض. وعن طريق تركيزها على الأهداف السلوكية قصيرة المدى تساعد الاستشارة الفردية المريض على تطوير استراتيجيات وأدوات للتأقلم للامتناع عن تعاطي المخدرات والحفاظ على الامتناع عنها. ويشجع مستشار الإدمان على المشاركة في برنامج الـ 12 خطوة (مرة أو مرتين أسبوعيًا على الأقل) ويُحيل المرضى إلى الخدمات الطبية والنفسية والتوظيفية وغيرها من الخدمات التكميلية اللازمة.

### الاستشارة الجماعية
خيار علاجي للمرضى الخارجيين يُسهّله مُقدّم العلاج ويُستخدم لتوسيع نطاق الدعم المُتاح للمريض. حيث تُوفّر المجموعات بيئةً خاليةً من الأحكام وتُتيح للمرضى الالتقاء ومناقشة صعوبات إدمانهم ونجاحاتهم مع توفير الدعم المُستمر اللازم للنجاح في التعافي. يُقدّم هذا النوع من الاستشارة الجماعية أيضًا لمدمني المخدرات في السجون حيث يمنحهم شعور بالانتماء للمجتمع في مكانٍ يشعرون فيه بأسوأ حالاتهم.

### برنامج العيادات الخارجية المكثفة (آي أو بيه)
كما يوحي الاسم هذا خيار علاجي خارجي مُصمم للمدمنين الذين لا تتاح لهم لأسباب مختلفة فرصة حضور برنامج علاج داخلي، لكنهم لا يستطيعون الحصول على مستوى الدعم اللازم للتعافي من إدمانهم. تختلف مدة البرامج حسب حاجة المريض، ونظرًا لانخفاض مستوى الدعم المُقدم يُستخدم برنامج العلاج الداخلي كنهج تدريجي للمرضى الذين يغادرون العلاج الداخلي ولكنهم لا يزالون بحاجة إلى علاج مكثف.

### التدريب على التعافي بين الأقران
يقدم برنامج "تدريب الأقران على التعافي" مدربين معتمدين ومدربين مهنيًا في مجال التعافي من الإدمان ممن خاضوا تجارب مع تعاطي المخدرات. ويعمل مدربو التعافي بأسلوب فردي مع المرضى ويرشدونهم لوضع خطة علاج شخصية، وربطهم بأنواع أخرى من الرعاية عند الحاجة وإنشاء شبكة دعم رصينة واستخدام تجاربهم الخاصة لمساعدة العملاء على التكيف مع عيش حياة رصينة. مع أن التدريب على التعافي أقل شهرة إلا أن الدراسات أظهرت أن له دور مهم في مجال الإدمان لكل من العملاء وأطباء الرعاية الأولية.

## الوقاية والانتكاس والتعافي

### التوجهات والأساليب العلاجية
في عام 1878 نشرت مجلة "إندكس ميديكوس" بحث أجراه وكتبه الطبيب الأمريكي دبليو إتش بنتلي. وصف بحث بنتلي نجاحه في علاج المرضى المدمنين على "إدمان الأفيون" بالكوكايين. وبعد عامين أفاد بنجاحه في علاج مدمني الأفيون والكحول بالكوكايين. واليوم يُشار إلى استبدال إدمان بآخر بالإدمان المتبادل.
يستخدم أخصائيو الرعاية الصحية مجموعة متنوعة من أساليب العلاج لضمان أعلى مستوى ممكن من النجاح لعملائهم في التغلب على إدمانهم. حيث لا يوجد نهج محدد وغالبًا ما يستخدم المعالجون تقنيات متعددة.
- السلوكية.[71]
- العلاج الإنساني.[72][73]
- العلاج السلوكي المعرفي (سي بي تي).[74][75][76]
- العلاج السلوكي الجدلي (دي بي تي).[77]
- الديناميكية النفسية.[78]
- معبرة.[79]
- تكاملي.[80]
- الحد من الضرر.[81][82][83][84][85]
- انتقائي.[86]
- العلاج بمساعدة الحيوان.[87][88]

### الانتكاس
يحدث الانتكاس عندما يكون المدمن في مرحلة الامتناع عن الإدمان وهي المرحلة التي يمتنع فيها عما يدمن عليه ثم يعود إلى تعاطي المخدرات. فحتى بعد العلاج من الشائع جدًا أن ينتكس المدمنون. وقليلون هم من يحافظون على رصانتهم دون التعرض لانتكاسة، وليس من الشائع أن يحافظ المرء على رصانته التامة في محاولته الأولى للامتناع. ومع ذلك يجد من يمرون بانتكاس أنه قد يكون أمرًا مزعجًا. ولهذا السبب من المهم فهم أسباب الانتكاس. فمن بين المحفزات الشائعة "العمل وتوافر المال وتعاطي المخدرات الأخرى وسماع أغاني معينة والعزلة والتواجد مع أصدقاء آخرين يتعاطون المخدرات وحتى أيام معينة من الأسبوع". ومن عوامل الخطر الأخرى التي قد تجعل الشخص أكثر عرضة للانتكاس: العلاقات غير الصحية والقلق والاكتئاب والإساءة بأنواعها وأشكال أخرى من الصدمات. فغالبًا ما تصاحب الرغبات الجسدية الشديدة التي قد يعاني منها الشخص عند محاولة التعافي من الإدمان محفزات وعوامل خطر أخرى لذلك من المهم فهم ماهية هذه المحفزات والمخاطر بالنسبة لفرد معين. 
التعافي من الإدمان عملية طويلة ومن المرجح أن يحدث الانتكاس خلال هذه العملية. إذ يمكن أن يحدث الانتكاس في أي وقت أثناء عملية التعافي لذا فإن التعرف على علامات التحذير من الانتكاس أمر مهم. وقد تشمل بعض هذه العلامات التحذيرية لدى الفرد المتعافي زيادة استخدام المخدرات الأخرى (مثل النيكوتين أو الكافيين) والعزلة ومشاعر الاكتئاب وتخطي أنشطة دعم التعافي واضطراب النوم وزيادة السلوكيات القهرية والتجنب عند المواجهة والأفكار المثالية حول إدمانهم وعواقبه المرتبطة به. إذا حدد أي من هذه العلامات التحذيرية فقد يكون التدخل مع الفرد ضروريًا لضمان التحسن المستمر.
لأن إدمان المخدرات يُعتبر مرضًا مزمنًا فيرى المختصون أنه لا علاج له خاصةً وأن العديد من المدمنين يعانون من الانتكاس. ومع ذلك يمكن علاج إدمان المخدرات. إن من السهل جدًا على المعالج أن يتخذ موقف سلبي وحُكمي.
يُعدّ موقف المعالج عاملاً هاماً في تحقيق التعافي المستدام. مع عدم التقليل من مخاطر الانتكاس يجب على المعالج "إظهار التعاطف والاهتمام وموقف إيجابي لحل المشكلات كما يُعيد صياغة الانتكاسات على أنها أخطاء يمكن تجنبها وليست إخفاقات مأساوية. ويجب التعبير بوجه لا لبس فيه عن إيمان حقيقي بأن المرضى يستطيعون التعلم من هذه الأخطاء والمضي قدماً في تعافيهم." حيث يتوفر دليل للوقاية من الانتكاس على الإنترنت.

## قراءة إضافية
- Treating Drug Problems. Washington, D.C.: National Academy Press. 1990. ISBN:978-0-309-04285-7.
- Gilbert M، Orlans V (2010). Integrative Therapy: 100 Key Points and Techniques. Routledge. ISBN:978-1-136-87682-0.
- Hubbard RL، Craddock SG، Flynn PM، Anderson J، Etheridge RM (ديسمبر 1997). "Overview of 1-year follow-up outcomes in the Drug Abuse Treatment Outcome Study (DATOS)". Psychology of Addictive Behaviors. ج. 11 ع. 4: 291–298. DOI:10.1037/0893-164X.11.4.261.
- Miller MM (1998). "Traditional approaches to the treatment of addiction.". Principles of addiction medicine (ط. Second). Washington, D.C.: American Society of Addiction Medicine.
- Simpson DD، Joe GW، Brown BS (ديسمبر 1997). "Treatment retention and follow-up outcomes in the Drug Abuse Treatment Outcome Study (DATOS)". Psychology of Addictive Behaviors. ج. 11 ع. 4: 294–307. DOI:10.1037/0893-164X.11.4.294.